# Высокоскоростной наземный транспорт по странам
Международный союз железных дорог определяет высокоскоростные железные дороги, как железнодорожные трассы, обеспечивающие движение скоростных поездов со скоростью не менее 200 км/ч по модернизированным существующим путям и 250 км/ч или быстрее по специально построенным под высокие скорости трассам. Регулярное движение высокоскоростных поездов началось впервые в 1964 году в Японии, с 1981 года — во Франции, с 1984 года — в Италии. В этих странах, а также в Германии и в Испании национальные системы высокоскоростного движения основаны на отечественном скоростном подвижном составе, в то время как в ряде других стран, включая Россию, используются иностранные поезда. Западную часть Европы ныне объединяет единая высокоскоростная железнодорожная сеть Eurostar и Thalys. В начале XXI века мировым лидером в сети высокоскоростных линий, а также эксплуатантом первого регулярного высокоскоростного маглева стал Китай. По состоянию на 2015 год, общая протяжённость ВСМ в мире составляла 32 тыс. км, к концу 2018 года она превысила 44 тыс. км. 

Высокоскоростные магистрали стран Европы 310-320 км/ч  270-300 км/ч  240-260 км/ч  200-230 км/ч  <200 км/ч  Строящиеся/реконструируемые для скоростей >200 км/ч
Высокоскоростные магистрали стран Западной Азии  270-300 км/ч  240-260 км/ч  200-230 км/ч  <200 км/ч  Строящиеся/реконструируемые для скоростей >200 км/ч
Высокоскоростные магистрали стран Восточной Азии 320-350 км/ч  265-310  240-260 км/ч  200-230 км/ч  <200 км/ч  Строящиеся/реконструируемые для скоростей >200 км/ч
Высокоскоростные магистрали стран Южной и Юго-Восточной Азии 320-350 км/ч  265-310  240-260 км/ч  200-230 км/ч  <200 км/ч  Строящиеся/реконструируемые для скоростей >200 км/ч

## Высокоскоростные железные дороги по странам

### Общая статистика
В таблице представлены все высокоскоростные линии (скорость 200 км/ч и более), которые находятся в эксплуатации или на стадии строительства (модернизации) в приведённых странах, на 2022 год. Список основан на данных UIC, дополненных данными из других источников. Изначально страны указаны в алфавитном порядке.
| Страна            | В эксплуатации (км) | На стадии строительства (модернизации) (км) | Общая длина (км) | Максимальная скорость (км/ч) | Примечания |
| ----------------- | ------------------- | ------------------------------------------- | ---------------- | ---------------------------- | --- |
| Австрия           | 352                 | 298                                         | 650              | 250                          | |
| Бельгия           | 354.8               | 147.9                                       | 502.7            | 250                          | |
| Великобритания    | 113                 | 620                                         | 733              | 300                          | |
| Германия          | 3641                | 1122                                        | 4763             | 300                          | |
| Гонконг           | 26                  | 0                                           | 26               | 200                          | |
| Греция            | 700                 | 695                                         | 1395             | 200                          | |
| Дания             | 65                  | 646.8                                       | 711.8            | 250                          | |
| Индия             | 0                   | 508                                         | 508              |                              | |
| Иран              | 0                   | 410                                         | 410              |                              | |
| Испания           | 3762                | 1763                                        | 5525             | 310                          | |
| Италия            | 1467                | 890.96                                      | 2357.96          | 300                          | |
| Китай             | 42000               | 28000                                       | 70000            | 350                          | |
| Марокко           | 186                 | 1287                                        | 1473             | 320                          | |
| Норвегия          | 103.5               | 445.55                                      | 549.05           | 210                          | |
| Нидерланды        | 175                 | 116.8                                       | 291.8            | 300                          | |
| Россия            | 650                 | 1298.1                                      | 1948.1           | 250                          | В России действует лишь одна высокоскоростная железнодорожная линия (Октябрьская железная дорога). Данная линия является обычной железнодорожной линией, модернизированной под максимальную скорость в 250 км/ч. Тем не менее, бо́льшую часть пути поезда развивают скорость 200 км/ч; скорость 250 км/ч допустима на единственном участке длиной 60 км.                                        |
| Саудовская Аравия | 453                 | 2354                                        | 2807             | 300                          | |
| Сербия            | 70                  | 338                                         | 408              | 200                          | Действующий участок Белград - Нови Сад, в марте 2025 ожидается открытие участка Нови Сад - Суботица - гос. граница с Венгрией, строительство участка Белград - Ниш начнется в 2025 году. Прорабатываются планы по строительству участков Ниш - Прешево - гос. граница с Северной Македонией и Инджия - Шид - гос. граница с Хорватией                                                          |
| США               | 362                 | 1789.3                                      | 2151.3           | 240                          | |
| Тайвань           | 348                 | 54.6                                        | 402.6            | 300                          | |
| Турция            | 802                 | 3798                                        | 4600             | 300                          | |
| Польша            | 272.2               | 492.5                                       | 764.7            | 200                          | В Польше действует лишь одна высокоскоростная железнодорожная линия (линия №4), но из-за технических проблем, поезда могут развивать скорость в 200 км/ч, только на двух участках линии (на 143 км из 224 км линии). На 2026 год намечено окончание модернизации линии под первоначально рассчитанную скорость в 250 км/ч. Также на части линии №9 поезда могут развивать скорость в 200 км/ч. |
| Португалия        | 227                 | 626                                         | 853              | 220                          | |
| Узбекистан        | 741                 | 465                                         | 1206             | 250                          | |
| Финляндия         | 1079.4              | 95                                          | 1174.4           | 220                          | |
| Франция           | 3460.8              | 341.3                                       | 3802.1           | 320                          | |
| Швейцария         | 163.1               | 362.11                                      | 525.19           | 250                          | |
| Швеция            | 1706                | 349.1                                       | 2055.1           | 205                          | |
| Южная Корея       | 1104.5              | 425                                         | 1529.5           | 305                          | |
| Япония            | 2764.6              | 684.3                                       | 3448.9           | 320                          | |

В России максимальная скорость скоростного поезда «Сапсан» при движении между городами Москва и Санкт-Петербург ограничена 250 км/ч (большую часть пути поезд следует с максимальной скоростью 200 км/ч).

### Япония
Сеть высокоскоростных железных дорог в Японии, предназначенная для перевозки пассажиров между крупными городами страны. Принадлежит компании Japan Railways. Первая линия была открыта между Осакой и Токио в 1964 году. По состоянию на 2015 год, в Японии функционируют семь конкурирующих между собой железнодорожных компаний, владеющих и эксплуатирующих все скоростные и высокоскоростные магистрали. Совокупный ежегодный доход от деятельности линий ВСМ в Японии составляет 60 млрд евро.

### Франция
Французская сеть скоростных электропоездов, разработанная GEC-Alsthom (ныне Alstom) и национальным французским железнодорожным оператором SNCF. В настоящее время управляется, в основном, SNCF. Первая ветка была открыта в 1981 году между Парижем и Лионом.

### Германия
Сеть скоростных поездов, в основном распространённая в Германии, разработанная компанией Deutsche Bahn. Современное поколение поездов Intercity-Express, ICE 3, разработаны консорциумом из компаний Siemens AG и Bombardier под общим руководством Siemens AG. Максимальная скорость поездов ICE на специально для них построенных участках железнодорожной сети составляет 320 км/ч. На стандартных участках сети скорость ICE составляет в среднем 160 км/ч. Длина участков, на которых ICE может развивать скорость больше 230 км/ч, составляет 1200 км.

### Испания
В Испании имеется система высокоскоростного железнодорожного транспорта AVE. По протяжённости высокоскоростных линий Испания занимает первое место в Европе и второе в мире.
AVE является торговой маркой компании-оператора Испанских железных дорог Ренфе-Операдора, созданной для предоставления услуг высокоскоростного железнодорожного транспорта в стране. Название переводится буквально Испанский высокоскоростной (транспорт), аббревиатура одновременно обыгрывает слово Аве (исп. Ave — птица), которая изображена на логотипе компании. Перевозки осуществляются по специально построенным линиям стандартной европейской колеи 1435 мм со скоростью до 310 км/ч.
По официальным данным правительства Испании, протяжённость высокоскоростных линий в Испании в 2022 году составляет 3762 км. Однако международной стандартизации ВСМ в соответствии с их реальной скоростью соответствует не более половины длины этих магистралей. Остальные могут считаться скоростными, но не ВСМ (подобно линии Москва — Санкт-Петербург, 200—230 км/час). К общепризнанным линиям ВСМ относятся Мадрид—Барселона—Перпиньян (Франция), Мадрид—Валенсия—Альбасете, Мадрид—Кордова—Малага—Севилья, Мадрид—Вальядолид—Леон общей протяжённостью более 1500 км.

### Великобритания
High Speed 1 — скоростная линия между Лондоном и Евротоннелем длиной 113 километров, проходящая по графству Кент. Линия была построена, в основном, для перевозки пассажиров и грузов между Великобританией и континентальной Европой, однако используется и для внутренних перевозок между Лондоном и городами в Кенте. Пассажирский поезд Eurostar на английском участке линии развивает скорость до 300 км/ч, что позволило сократить время в пути между Лондоном и Парижем до 2 часов 15 минут.
2019: Первый из новых высокоскоростных составов, выпускаемых по технологии японской компании Hitachi (получивший название "Адзума" - "восток" по-японски), будет курсировать между Лондоном и Лидсом в центральной части Британии.

### Италия
Линии ВСМ Италии, по состоянию на 2020 год, почти достигли 1500 км. Они проходят с севера на юг Апеннинского полуострова, связывая Турин, Милан, Болонью, Флоренцию, Рим, Неаполь, Салерно. В Италии впервые в Европе в 1970-х годах создана оригинальная серия поездов «Pendolino», обладающих специальной системой наклона, создающей комфорт пассажирам и не снижающей скорость в кривых участках пути. Первая ВСМ в Италии запущена в 1984 году, расстояние в 254 км между Римом и Флоренцией поезд преодолевал за 90 минут. С тех пор железные дороги Италии получили мощное техническое развитие и к 2015 году являются одними из наиболее модернизированных и оснащённых в Европе, максимальная скорость достигает 300 км/ч. По данным Института проблем естественных монополий РФ (2013), на 1000 км железнодорожной инфраструктуры Италия ежегодно вкладывает 268 млн евро госинвестиций, находясь по этому показателю на первом месте в Европе.

### США
Единственная линия, напоминающая ВСМ, связывает Вашингтон и Бостон через Филадельфию и Нью-Йорк. Американский пассажирский высокоскоростной поезд эксплуатируется компанией Amtrak под брендом Acela. Его максимальная скорость составляет 240 км/ч (150 миль/ч), хотя средняя скорость вдвое ниже. Этот экспресс является  единственным высокоскоростным поездом на американском континенте. При этом Acela эксплуатируется на обычных (но реконструированных) линиях, в связи с чем поезд оборудован устройствами для наклона кузова - это позволяет лучше вписываться на высокой скорости в кривые малого радиуса. 
В 2021-2022 годах планируется полная замена подвижного состава на 28 поездов Avelia Liberty производства Alstom и переоборудование отдельных участков железнодорожной сети, что позволит увеличить максимальную скорость до 160 миль в час (257 км/ч), а при условии дальнейшей модернизации сети - до 186 миль в час (299 км/ч).
Высокоскоростная магистраль Калифорнии (CAHSR) планируется к открытию в 2029 году; первый участок соединит города Мерсед на севере и Бейкерсфилд на юге. В дальнейшем планируется продлить магистраль до Лос-Анджелеса и Анахайма на юге и Сан-Франциско на севере (фаза 1), затем до Сан-Диего на юге и Сакраменто на севере (фаза 2). Планируемая максимальная скорость - 220 миль в час (354 км/ч), длина первого участка 171 миля (275 км), общая длина участков фазы 1 - 520 миль (840 км), фазы 2 - 800 миль (1300 км).

### Китай
Китай обладает наиболее протяжённой сетью высокоскоростных железных дорог общей длиной около 42 тысяч км. В стране также действует высокоскоростная магистраль поездов на магнитной подушке — Шанхайский маглев, развивающий скорость свыше 430 км/ч.

### Россия
Международный союз железных дорог определяет высокоскоростные железные дороги, как железнодорожные трассы, обеспечивающие движение скоростных поездов со скоростью не менее 200 км/ч для обычных модернизированных железнодорожных трасс и 250 км/ч или быстрее для специально построенных под высокие скорости трасс. По стандартам международного союза железных дорог в настоящий момент в России нет специально построенных под высокие скорости высокоскоростных железнодорожных магистралей (со скорость свыше 250 км/ч), идёт проектирование первой ВСМ Москва — Санкт-Петербург через Великий Новгород с ориентировочным началом движения в 2028 году и временем в пути 2 ч 15 мин (по объявленным в декабре 2020 года данным ответственного за ВСМ заместителя гендиректора — главного инженера РЖД Сергея А. Кобзева). Однако по стандартам международного союза железных дорог Октябрьская железная дорога, соединяющая Москву с Санкт-Петербургом (650 км), является первой модернизированной высокоскоростного железнодорожной магистралью в России (со скорость свыше 200 км/ч). Большую часть пути Москва — Санкт-Петербург поезда следуют с максимальной скоростью 200 км/ч; на участке Окуловка — Мстинский мост — до 250 км/ч, минимальное время в пути между двумя столицами составляет 3 ч 30 мин. Рассматривается также вопрос о  проектировании второй ВСМ Москва — Казань. В январе 2019 года было одобрено строительство первого участка магистрали от Железнодорожного Московской области до Гороховца во Владимирской; однако затем проект был отложен из-за нерентабельности и недостаточного пассажиропотока.

### Польша
В настоящий момент в Польше есть одна высокоскоростная железнодорожная линия (линия №4), открытая ещё 23 декабря 1977 года, и считающаяся первой высокоскоростной железнодорожной линией построенной в Европе. 
Геометрия линии, железнодорожные пути и стрелочные переводы были построены под скорости в 250 км/ч, но из-за технических проблем, поезда могут развивать скорость в 200 км/ч, только на двух участках линии (на 143 км из 224 км линии). 
13 декабря 2020 года, после модернизации была повышена скорость до 200 км/ч на части линии №9, добраться из Варшавы в Гданьск можно за 2 часа 32 минуты, в Гдыню — 2 часа 59 минут, Краков — 2 часа 28 минут, Катовице — 2 часа 34 минуты. На 2026 год намечено окончание модернизации линии под первоначально рассчитанную скорость в 250 км/ч

### Марокко
На 2016 год имелись планы по созданию высокоскоростных железнодорожных магистралей в Марокко, с максимальной возможной скоростью движения в 320 км/ч. Пранировалось построеть линии протяжённостью 1500 км: от Агадира до Танжера, и из Касабланки на Атлантическом побережье до города Уджда на алжирской границе. Первую линию связывающую Танжер с Касабланкой (через Рабат) планировалось открыть в начале 2018 году (она станет первой на Африканском континенте). Строительство высокоскоростных линий может быть закончено в 2030 году, стоимость строительства оценивается в 3,37 млрд долл.
15 ноября 2018 года ВСМ протяжённостью 186 км соединила Танжер и Кенитру, эксплуатационная скорость 320 км/ч. 
Существующая линия от Кенитры до Рабата и Касабланки длиной 137 км реконструирована для движения со скоростью 160 км/ч, на ней для увеличения пропускной способности проложен третий путь; максимальная скорость участка возросла до 220 км/ч и время в пути между Танжером и Касабланкой сократилось более чем вдвое: с 4 часов 45 минут до 2 часов 10 минут. 
В 2020 году предполагается продлить ВСМ до Касабланки для сокращения времени в пути из Танжера до 1 часа 30 минут. Стоимость ВСМ в Марокко составила около 2,12 млрд евро.
На 2025 год Фес, Танжер, Марракеш и столица, город Рабат, соединены между собой железной дорогой по которой ходят поезда со скоростью 300 км/ч. 

### Узбекистан
В 2011 году открыта первая линия высокоскоростной железной дороги Ташкент — Самарканд, длиной в 344 километра, соединяющая два крупнейших города Узбекистана — Ташкент и Самарканд. Дорога проходит через 4 области: Ташкентскую, Сырдарьинскую, Джизакскую и Самаркандскую. Линию обслуживает поезд «Afrosiyob», курсирует ежедневно со скоростью ≈250 км/ч и преодолевает расстояние до Самарканда за два часа. 
В 2016 году Узбекистан реализовал проект по продлению скоростной линии железной дороги стоимостью в 520 млн долларов. Данный проект по строительству скоростной магистрали Самарканд — Бухара — Карши был осуществлён за счет кредитов Азиатского банка развития, японского агентства международного сотрудничества (JICA) и собственных средств компании. Общая стоимость проекта составляет 961,5 млн долларов. На 2022 год эксплуатационная длина ВСМ составляет более 740 км.
К 2024 году планируется продлить линию от Бухары до Хивы, через Ургенч, на 2022 год идёт электрификация существующей линии протяжённостью 465 км.